# 宝通寺站
宝通寺站位于中华人民共和国湖北省武汉市洪山区，是武汉地铁2号线的地铁车站，曾命名为“石牌岭站”。。

## 车站结构
车站位于珞瑜路上，宝通寺对面，延武珞路布置。
车站为地下两层车站，地下一层为站厅层；地下二层为站台层。

### 楼层分布
| 地面     | 地面               | 出入口                               |  |  |
| 地下一层 | 站厅               | 售票机、客服中心、武漢通充值、洗手間 |  |  |
| 地下二层 |                    | █ 2号线 往天河机场（中南路）         |  |  |
|          | 岛式站台，左侧开门 |                                      |  |  |
|          |                    | █ 2号线 往佛祖岭（街道口）           |  |  |

### 車站特色

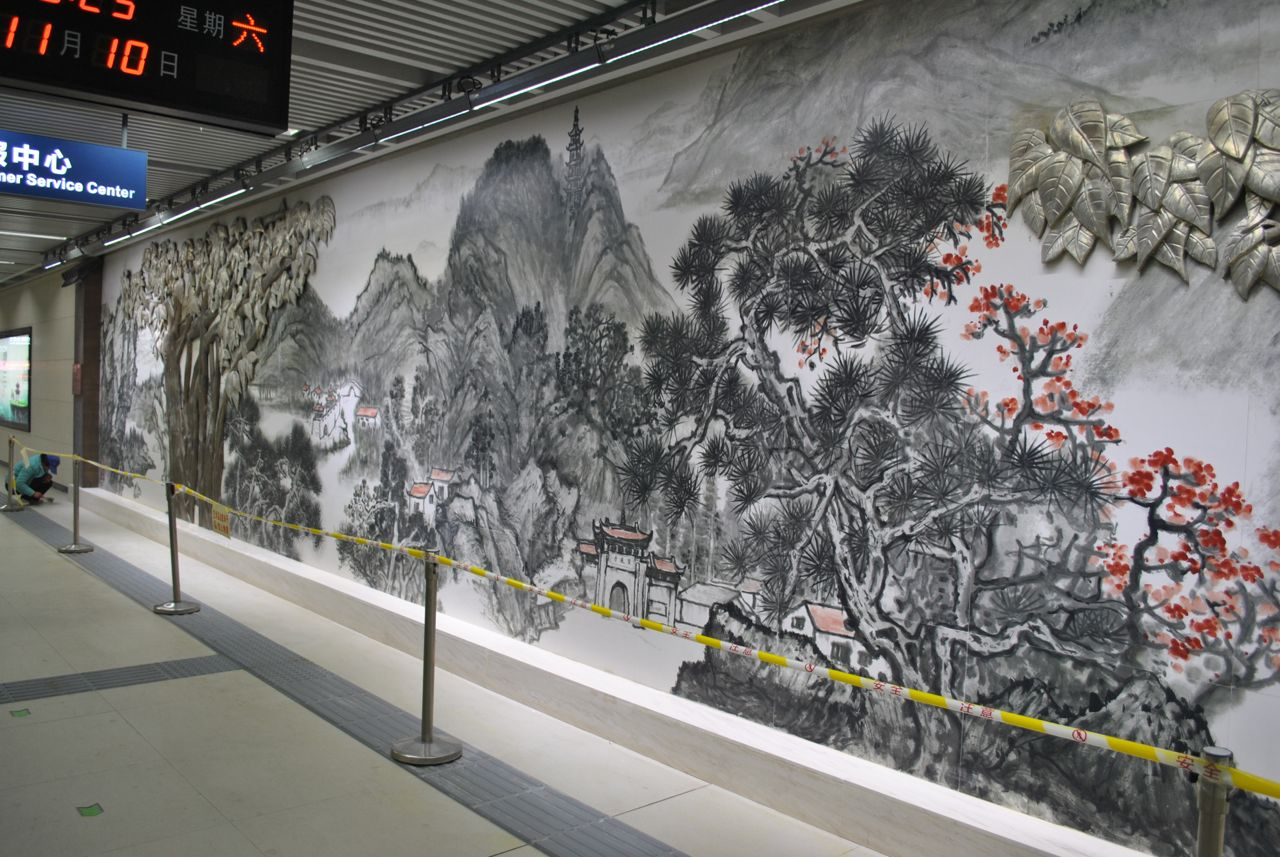
特色牆

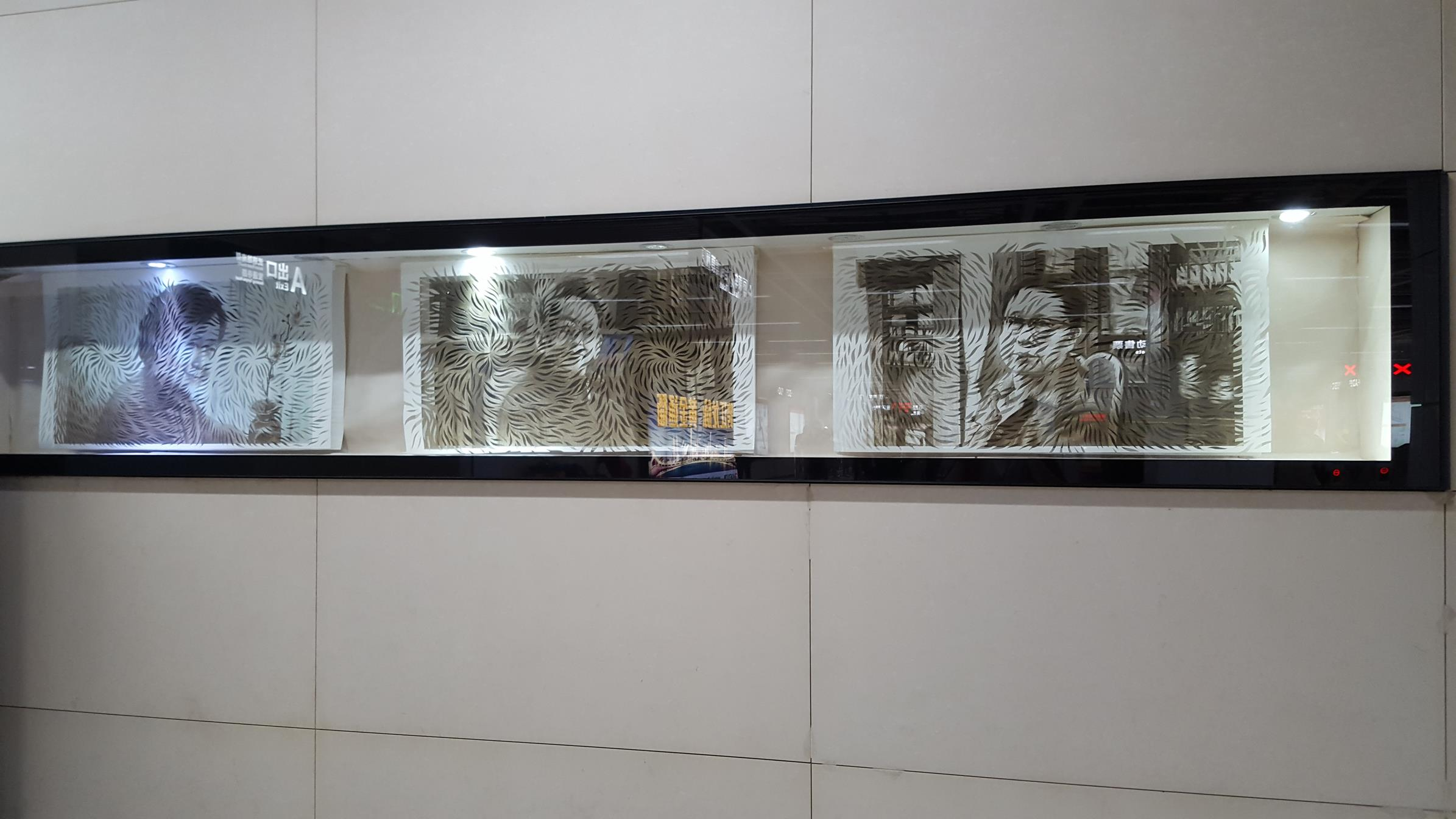
藝術盒子

宝通寺站属于装修特色站，装修方案包括一面菩提树造型的墙，意在让人们在忙碌之余停下脚步，沉静心灵。
该站4号出入口及风亭经过特别设计，凸显古典建筑及佛教特色，与附近的宝通寺相呼应。

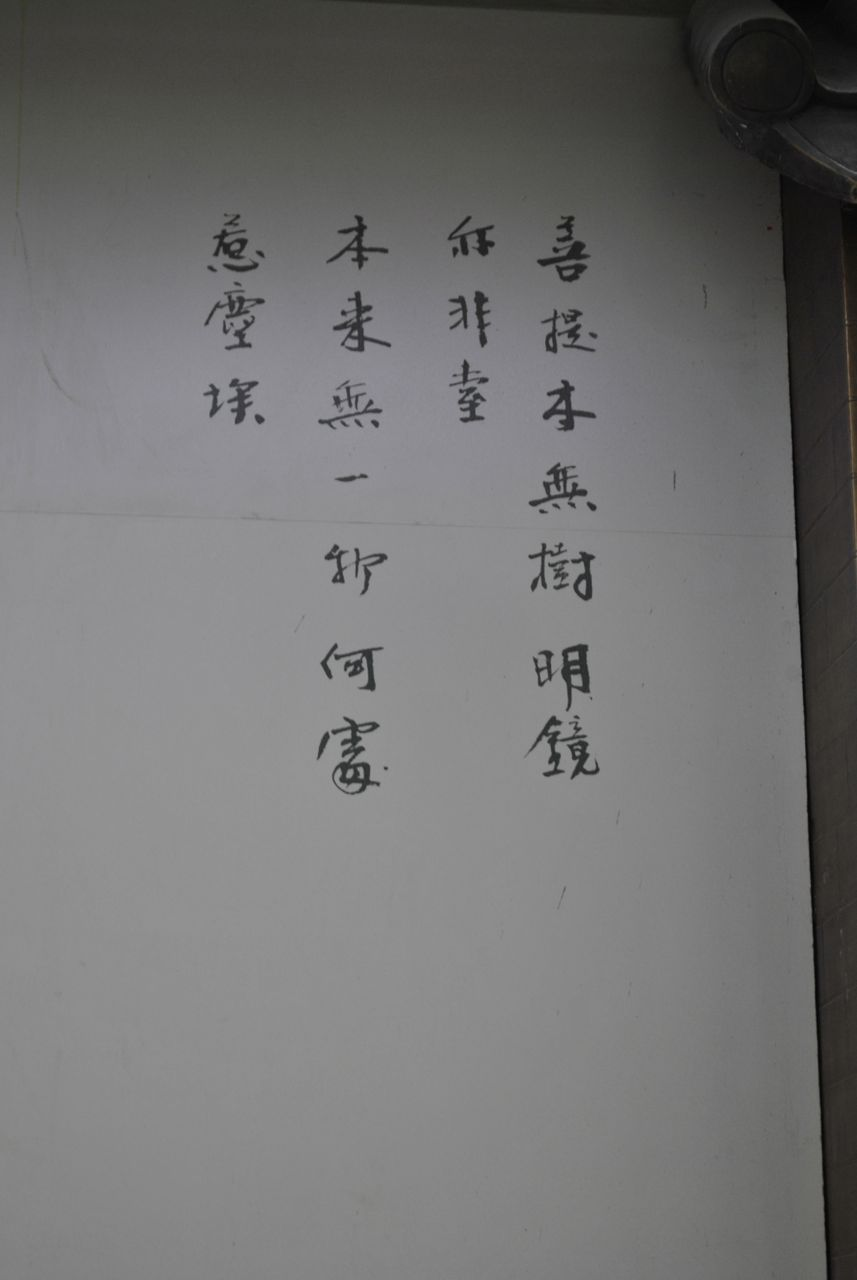
特色牆細節
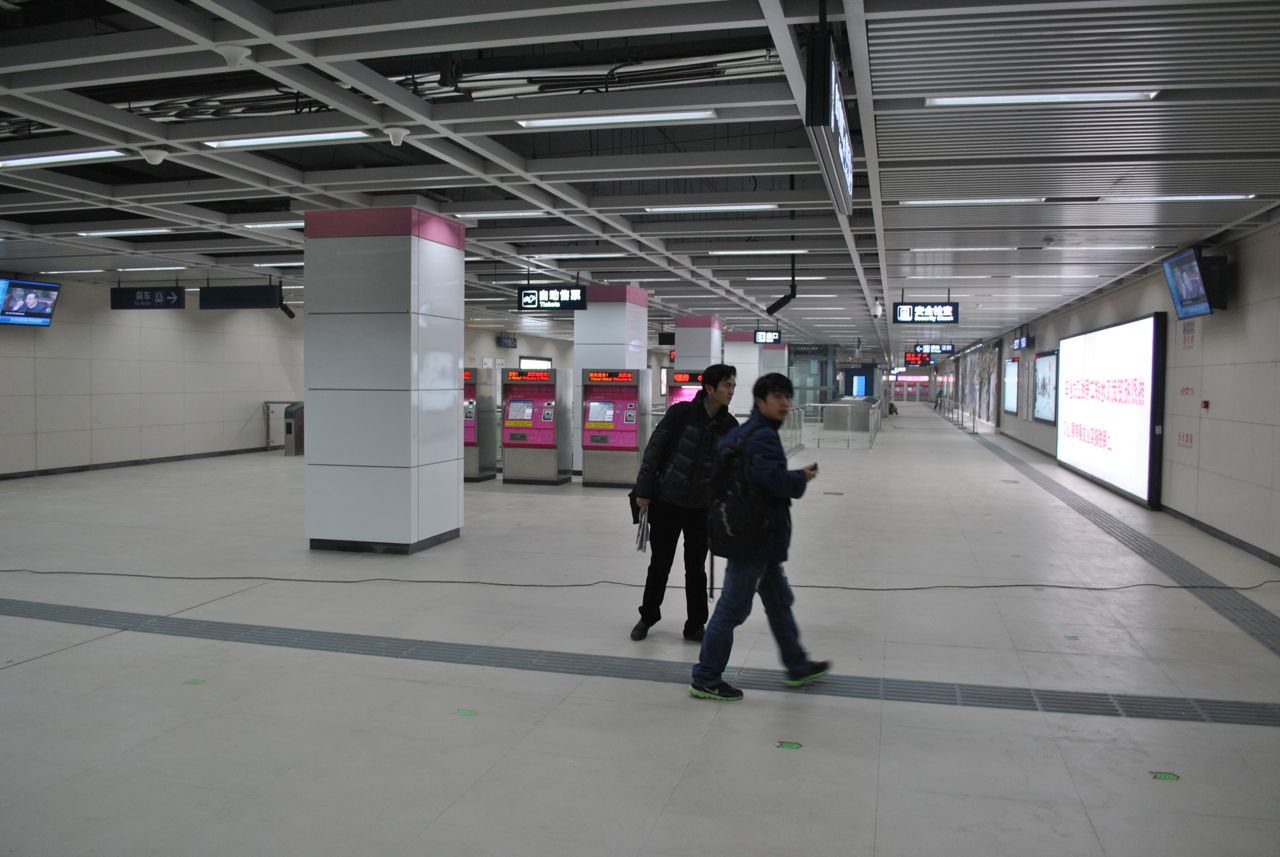
站廳層
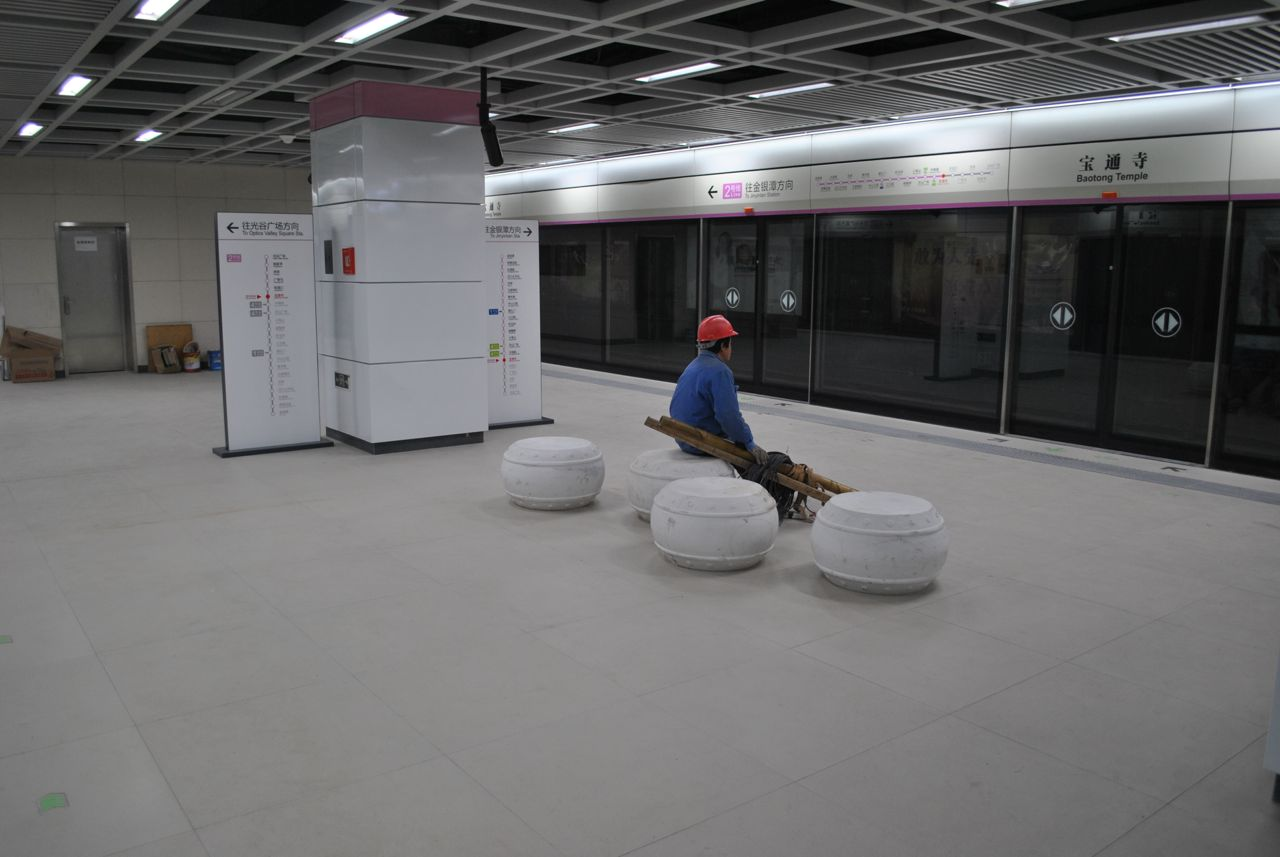
站台層
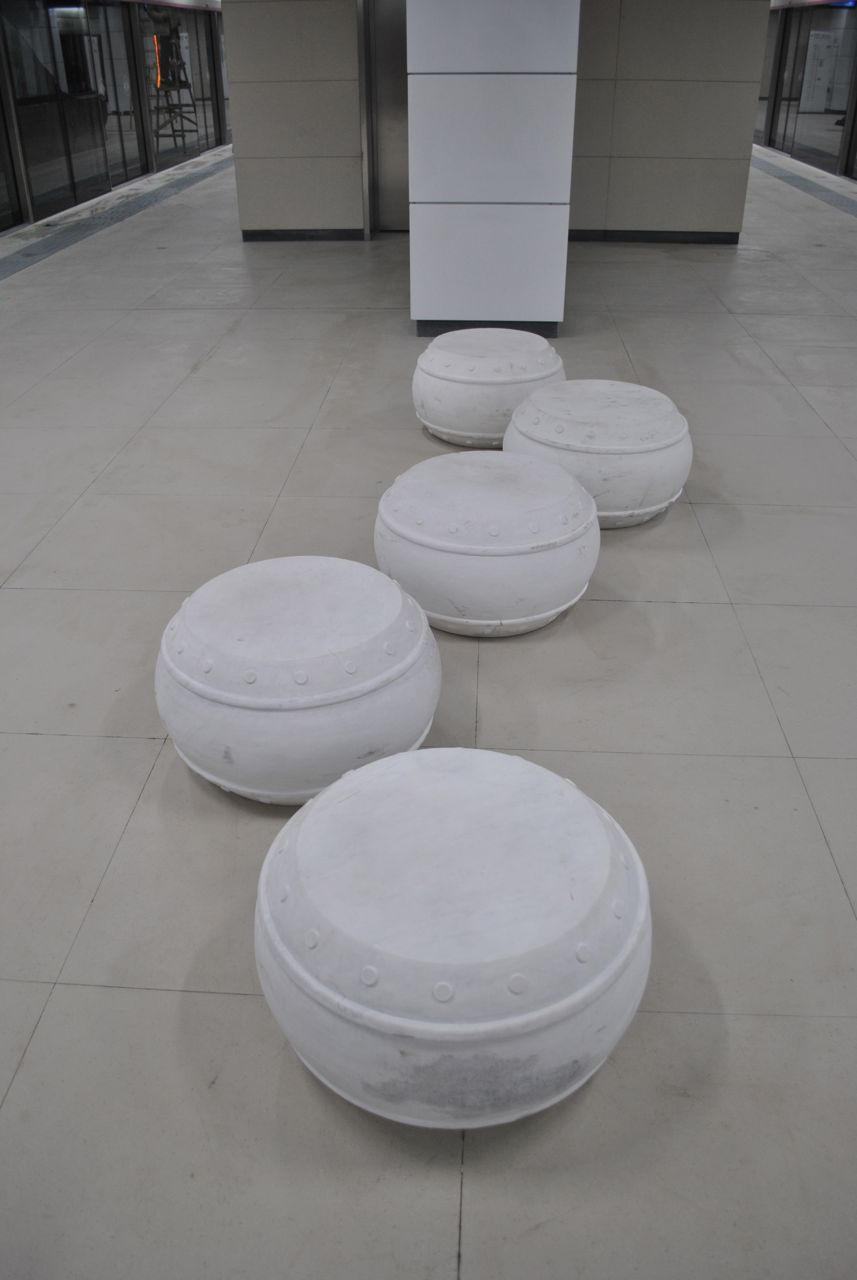
特色凳

### 車站出口
|                                                 |      |      |                                                             |
| 出口編號                                        | 設施 | 照片 | 建議前往的目的地                                            |
| A                                               |      |      | 武珞路 寶通寺路、武漢鍋爐集團、武鍋社區                     |
| B                                               |      |      | 武珞路 石牌嶺路、武漢市珞珈山小學、武商梦时代、武商亞貿廣場 |
| C1                                              |      |      | 武珞路 寶通禪寺、廣州軍區武漢總醫院、武漢市武珞路小學       |
| C2                                              |      |      | 武珞路 寶通禪寺、廣州軍區武漢總醫院、武漢市武珞路小學       |
| D                                               |      |      | 武珞路 寶通禪寺、洪山公園、湖北省農業廳、湖北省農業事業大廈 |
| 注： 設有升降機 \| 設有輪椅升降台 \| 設有洗手間 |      |      |                                                             |

## 邻近地點
- 广州军区武汉总医院
- 宝通寺
- 武商梦时代
- 武商亞贸广场

### 内部链接
- 武汉地铁车站列表